# Jin Ping Mei
Jin Ping Mei (Nederlands: Gouden lotus of Pruimebloesem in gouden vaas) is een eind zestiende eeuw geschreven Chinese zedenroman. Het was een van de eerste origineel geschreven grote romans uit de periode van de Ming-dynastie. Het boek geldt als een van de vroege hoogtepunten in de ontwikkeling van verhalend proza in de wereldliteratuur, vergelijkbaar met Het verhaal van Genji en Don Quichot.
Het boek schokte het publiek met expliciete pornografische scènes en schetst een ontluisterend en gedetailleerd beeld van het decadente en corrupte milieu van de nouveau riche in de late Mingtijd. Jin Ping Mei beschrijft in honderd hoofdstukken het leven van Ximen Qing, een rijke apotheker en handelaar in zijde, en diens betrekkingen met zijn vijf vrouwen, die elk een ander facet van de menselijke natuur vertegenwoordigen. Jin Ping Mei kan ook worden gezien als een moralistische vertelling over hoe inhaligheid en egoïsme het geluk in de weg kan staan.
De anonieme auteur schreef het werk onder de pseudoniem Lanling Xiaoxiao Sheng ('de lachende student uit Lanling'). Volgens de Britse Oriëntalist Arthur Waley was Xu Wei de werkelijke auteur, maar dit wordt door latere historici betwist.

## Vertaling
- Roy, David (1993-2013) The Plum in the Golden Vase (5 delen) Princeton: Princeton University Press (gebaseerd op de uitgave van 1610)